# 통신
통신(通信)은 소식을 전하는 것으로 우편, 전신, 전화 등의 매체를 사용하여 정보나 의사를 전달하는 것이다. 영어로는 원격 커뮤니케이션(remote communication)에 대응된다. 우리의 일상생활은 상호간에 의사를 소통하지 않고서는 영위되지 않는다. 즉 사람들은 음신(音信)이나 표정 또는 손짓·발짓에 의해, 그리고 그림(또는 문자)을 그리는 것 등을 통하여 자기 의사나 기타 정보를 타인에게 전달하고, 후대의 사람, 또는 장소를 달리하는 타인, 다수의 사람에게 전하기 위해서는 별도의 수단이 필요하게 된다. 여기서 장소를 달리하는 사람에게 정보나 의사를 전달(수송)하는 수단을 통신이라고 한다. 통신이란 인간과 사물에 관한 사상·정보의 장소적 이동, 즉 전달기능을 하는 서비스 행위이다. 따라서 같은 서비스업이라고 해도 인간 또는 사물 그 자체를 전달하는 교통·운수업과 구분되며, 유형재(有形財)를 교환하는 실물경제(實物經濟)에서의 상업이나 요식·접객업 같은 일반서비스업과 구분된다. 넓은 의미의 교통을 사람과 재화(財貨) 및 음신을 장소적으로 이동시키는 행위라고 볼 때, 그 중에서 사람과 재화를 장소적으로 이동시키는 행위를 운송 또는 운수라 하고, 이에 대하여 음신(音信)을 장소적으로 이동시키는 행위를 통신이라 볼 수 있다. 넓은 의미에서는 방송이나 신문과 같은 대중 전달도 통신에 해당하나 좁은 의미에서는 직접적인 의사 소통, 우편물과 전기통신과 같은 개별적 전달을 통신이라 한다.
통신의 원초적 의미는 사람과 사람이 접촉하면서 교환되는 사상의 전달이나 소문의 파급과 같이 인간관계의 모든 의사소통에서 비롯되고 있지만, 근대적 의미에서의 통신은 파발마(擺撥馬)·우체통·전화·전신 등 이른바 통신수단을 통하여 이루어지는 통신서비스의 생산행위를 말한다. 여기서 통신수단이란 통신서비스 생산에 있어서 필요불가결한 물적 매개체로, 이에는 통신통로(通路)·통신기기·통신전달동력 등이 있으며, 이를 통신의 3대요소라고 한다. 따라서 이 통신수단을 보유하고 통신서비스 생산을 전담하는 행위를 통신업이라고 하는데, 통신수요의 급팽창과 통신수단의 발달은 밀접한 관련을 가지고 점차 기계화, 전기·전자화하여 오늘날과 같은 고도의 통신기능을 보유하게 되었다.
해롤드 라스웰(영어: Harold Lasswell, 1902년 2월 13일 - 1978년 12월 18일, 미국의 통신이론 학자)은 통신의 과정을 누가, 무엇을, 어떠한 매체를 통해서, 누구에게, 어떠한 효과를 가지고 말하는 가로 정의하였다.
| 누가 (화자)         | 무엇을 (메시지)                     | 어떻게 (채널·매체)                      | 누구에게 (청중)     | 효과                 |
| 개인 기업/조직 집단 | 설득적 내용 오락적 내용 정보적 내용 | 직접적인 의사소통 원거리 통신 방송·언론 | 개인 기업/조직 집단 | 소효과 중효과 강효과 |

## 통신의 기원
인간은 의사를 전달하는 수단으로서 여러 가지 방법을 궁리해 냈다. 몸짓·손짓이나 말(言語)은 그 수단의 하나이다. 문자의 발명은 시간·공간을 떠난 통신을 가능케 했다. 그러나 문자로 쓰여진 편지를 멀리 떨어진 곳에 도달케 하려면 역체(驛遞) 혹은 파발군에 의존해야 하는데 그 속도는 1시간당 고작 15km에 불과했었다. 만일 전달하려는 내용을 미리 신호로써 정해두면 빛이나 소리 따위를 이용할 수가 있다. 서부활극에 나오는 인디언의 횃불 혹은 아프리카 토인의 탐탐(길쭉한 북) 따위는 그 한 예이다.
1790년 프랑스 혁명이 한창 중일 때에 클로드 샤프(Claude Chappe, 1763-1805)는 되도록 단시간내에 정보를 전달하는 방식의 개발에 착수했다. 이것은 탑(塔)의 지붕에다 나무기둥을 세우고 그 기둥에 수평의 가로 막대를 붙이고 그 양쪽 끝에다 가동성(可動性)의 짧은 막대를 단 것으로 탑의 내부쪽에서 로프로 그 막대의 각도를 바꿀 수가 있도록 장치되어 있었다. 이것이 세마포어(semaphore, 信號柱)라는 것이며, 현대적인 통신의 시초가 된다.이 탑은 10km 내지 12km마다 설치되어 병사가 망원경으로 이웃 탑의 막대의 모양을 보고 차례로 같은 부호를 다음 탑으로 전달하였다. 1794년 파리와 릴 간에 설치된 세마포어의 처음 메시지는 프랑스군의 케즈노 탈환을 정부에 알리는 것이었다. 영국·네덜란드·프로이센의 대군에 포위된 프랑스가 끈질기게 버틸 수 있었던 것은 프랑스군에게 세마포어를 이용한 정보의 전달수단이 있었기 때문이라고 한다.
18세기에서 19세기에 걸쳐 전자기의 연구가 진전됐다. 이 전자기를 이용해서 알파벳을 송신하는 방법에 대하여서 여러 학자들이 연구를 했다. 1832년 뉴욕의 화가 모스는 프랑스 여행으로부터 귀국하는 도중, 대서양 정기 여객선에 때마침 함께 타고 있던 학자로부터 전기의 이야기를 듣고 문득 어떤 영감을 얻게 되었다. 그는 뉴욕에 돌아오자 곧바로 베일(Alfred Vail)과 협력, 점과 봉선(棒線)의 배열로 문자와 숫자를 표시하고 이것을 송신해서 전자석으로 펜을 움직여 기록을 하는 방법을 생각해 냈다. 이것이 모스 부호이다. 1845년 1월에 워싱턴 D.C.와 볼티모어 사이에 전신회선(電信回線)을 만들어서 최초의 모스 부호의 실험을 했다. 이 때에 송신된 말은 "하느님께서 만드신 것(What hath God Wrought)"이었다. 이 말은 1963년 8월 23일 신콤 위성(Syncom, Synchronous Communication Satellite), 즉 정지통신위성을 통해서 이루어진 미국·아프리카 간의 7만 2,000km의 거리를 두고 케네디 대통령과 나이지리아 대총리 사이의 통화에서도 이야기되었다. 이 모스의 발명으로 말미암아 통신의 역사는 비로소 전기통신의 시대로 들어섰다.

## 통신업의 국가정책
통신은 인류의 집단생활이 시작되면서 사상과 정보의 단순한 전달만이 아니라, 집단생활 구성원들의 지적·감정적 활동에 커다란 영향을 끼쳐왔기 때문에 일찍이 통신업은 국가권력의 간섭내지 통제를 받아왔다. 양(洋)의 동서를 막론하고, 약간의 지역적·시대적 배경에 따른 변화가 있다고는 하지만 일찍이 역마제도(驛馬制度)가 갖추어지고 있었다든가, 대부분의 국가에서 통신수단을 국유 또는 공영화하고 있는 것은 모두 통신이 그 나라의 정치·경제·문화·군사(軍事) 등의 분야에서 중요한 기능을 담당하고 있는 데 연유한다. 통신사업은 인간의 신경계와 같은 국가의 중추산업으로서 산업·경제·문화·사회·정치·군사상 그 중요성은 재론의 여지가 없다. 더욱이 인지(人智)가 발달하고 발전하면서 통신수요는 질적·양적인 면에서 고도화되고 급팽창하는 추세를 나타내고 있는데, 이에는 그에 상응하는 통신기술의 개발, 통신수단의 정비·보관이 뒤따라야 할 것은 물론, 또한 적절한 국가정책적 작용이 강구되지 않으면 안 되는 당위성(當爲性)이 개재한다. 여기서 적절한 국가정책적 작용의 당위성이란 다음의 3가지 목적에 입각하고 있다. 즉 (1) 통신의 공익·공안성에 입각한 통신수요(즉 통신시장)의 질적·양적 통제, (2) 통신서비스의 향상과 기술발전에 의한 통신수단간의 마찰 제거, 사회적 비용의 절약, (3) 통신업 경영의 기업성 유지(企業性 維持)를 들 수 있다. 이처럼 통신에 대한 국가작용의 개입이 거의 일반화되어 있음에도 그 개입의 형태는 각 국가별로 상이한 바, 위의 3가지 개입목적을 모두 충족시키기 위해서는 이른바 공기업(公企業)의 성격을 갖춘다. 통신업의 생산물인 통신서비스는 저장성이 없고 수요의 발생과 동시에 생산하여야 된다는 점에서 통신업의 경제활동상의 특성이 부여되고 있다. 또한 통신서비스는 특정부류·특정사회에서만 필요한 것이 아닌 대중성·보편성을 지니고 있으므로 이 2가지를 모두 충족할 수가 있는 경영형태 내지 경영방침이 설정되지 않는 한 통신업은 제구실을 하지 못하게 된다. 이 점이 국가권력이 개입되는 허용조건이며, 나아가 정부 또는 공공기관에 의한 통신시장 독점체제가 받아들여지는 배경이라고 할 수 있다. 따라서 서비스 요금과 서비스 편익수준의 결정에 있어서도 여러 공공사업과 마찬가지로 공공정책의 합목적성(合目的性)에 입각한 경영자세가 요망된다고 할 것이다. 한국은 1980년대 초까지 중앙행정기관인 체신부가 정부기업 형태로 통신업 전반을 관장하여 왔으나 1982년 1월 공법인인 한국전기통신공사가 설립되어 대부분의 전신전화업무를 취급하게 되었고 우편·체신금융업부만을 국가에서 관리하고 있다.

## 통신업의 분류 및 시설
현대의 통신업은 크게 ① 우편사업, ② 전신전화사업, ③ 기타 부대사업으로 구분된다. 우편사업은 봉서·엽서 등 일반 우편물을 취급하는 보통우편업무와 등기우편업무, 그리고 소포우편업무가 있으며, 여기에 이 우편업무의 부대업무로 우표판매 및 우편수발(受發) 또는 우편집배 행위가 병행된다. 우편사업을 위한 매개시설로서는 우체국을 설치, 여기에 우편함이나 사서함(私書函)을 설치하여 우편물을 수집하고, 분류 과정을 거쳐 목적지에 배달하는 것이 일반적이다. 전신·전화사업은 국내전신(전보)·일반 시내전화·장거리전화, 그리고 국제전신전화 등의 업무를 수행하는데, 이를 위하여 전신국·전화국·전신전화국·무선전신국·국제전신전화국·선박무선취급소 등의 시설이 갖추어져 있다. 전신·전화사업도 우편사업과 같이 통신이용자의 발신과 수신을 연결시켜주는 것이므로, 이에 필요한 매개시설이 갖추어져 있는 바, 이를 보통 전무시설(電務施設)이라고 한다. 전무시설에는 다음과 같은 것이 있다. (1) 기계시설(機械施設) ― 전화교환시설·중계신(中繼信)시설·전신시설·전원(電源)시설·무선반송(無線搬送)시설·계전기(繼電器)·정류기(整流器)·라인 파인더(line finder)·라인 실렉터(line selector) (2) 선로시설(線路施設) ― 나선로(裸線路)·전주(電柱)·관로(管路)·공도(工道)·배단자함(配端子函) 등 (3) 차량·운반구(車輛·運搬具) ― 각종 차량 및 운반. (4) 비품·공구기타(備品·工具其他) ― 금속공작기계·각종계기 및 실험용 장비·측정용 공구 등. 통신업의 부대사업으로 가장 현저한 것은 우편저금·통신보험·전파관리·통신사업 연구업무와 통신시설 건설업무를 들 수 있다. 우편저금이나 통신보험 등을 통신업 자체가 정보전달에 필요한 자체수단을 보유하고 있다는 데서 일종의 겸업과 같은 형태로, 통신 이용대중의 신체상·재산상의 위험공제 활동에 참여하는 것이다. 전파관리사업은 전파의 통제와 감사, 무선시설의 허가·감독, 무선종사자의 자격검정 등 업무를 행하는 것이며, 통신연구사업은 통신기술개발과 학술적인 시험, 전기기기에 대한 시험·검정, 전자회로 교환, 통신의 전송(轉送) 전력상태 등의 시험 검정업무를 행함으로써 통신업의 발전을 촉진시키는 기능을 한다. 통신시설 건설업무는 통신서비스 생산에 필요한 통신수단을 건설(경우에 따라서는 유지·보완)한다.

## 통신기술의 발달과 통신서비스로
통신기술의 발달은 실물경제에 대하여 사회적 비용을 절감시켜 주며, 실물경제에 활력을 증대시키는 계기가 된다. 뿐만 아니라 통신수단은 통신서비스 생산에 필요한 노동수단의 연장이기 때문에 통신서비스의 질적 향상은 한편으로는 통신업 자체의 내부구조와 서비스 활동내용의 변화를 수반하는 것이다. 즉, 전화의 자동화라든가 국제전신에 있어서의 인공위성 이용, 통신회선(通信回線)의 증폭 등으로 통신기술상 노동절약적 발전이 이루어지면, 통신서비스 생산에 투입되는 원단위(原單位) 구성이 달라지고, 그 반면 통신서비스 이용의 편익수준(便益水準)이 변화하게 되며, 이것은 나아가 통신서비스의 판매단위(販賣單位)도 변동시키는 것이다. 예를 들면 전화의 자동화가 진척되면서 요금의 계산방법이 단위시간법에서 거리별 시간차법(距離別時間差法)으로 바뀌는 경우, 전자는 일정시간(예컨대 3분간)을 단위로 하여 통화거리에 의해 요금에 차(差)를 두는 것이며, 후자는 단위요금(가령 20원)당 통화시간을 통화거리에 따라 계산하는 것이므로, 이러한 요금계산 방법의 변경은 전화서비스의 판매단위를 변경시키는 것이 된다. 전화의 자동화로 이러한 판매단위의 변경이 초래된 것은 전화서비스의 판매량 측정의 곤란에 있다. 다시 말하면 전화서비스는 판매량 측정에 있어 사후적인 확인에 대한 실행가능한 수단이 없으며, 따라서 즉시재(卽時財)로서의 성질상 통화중(즉, 전화서비스 생산중)에 기계적으로 포착되어야 함에도 요금계산기의 기술적 성질상 단위시간법의 채용이 불가능한 실정이다. 이와 비슷한 사정은 우편작업의 기계화, 특히 우편물을 행선지별로 구분하는 구분작업에서도 나타난다. 우편물 분류의 기계화는 통신 내용에 의한 차별적 요금설정을 곤란하게 하며, 그 결과 행선지별 분류대신 취급종별 분류도 방법이 바뀌게 된다. 통신요금의 특수한 예로서 전화요금의 복식 요금제(또는 2부요금제, two-part tariff)를 들 수 있다. 즉, 고정요금(또는 기본요금)과 도수요금의 2가지 요금체계를 혼합하는 방법인데, 이로써 전화사업은 통화수요의 변동에 관계없이 일정한 수입을 확보, 경영의 안전성을 높일 수 있고, 또 한편으로는 용도별(주택용·사무실 등) 구분이나 가입자수 기준에 의한 전화국의 등급분류(즉 差等制度)로써 차별적인 요금징수가 가능하게 된 것이다.

## 나라별 통신업

### 대한민국의 통신
1952년 1월 국제전기통신연맹(ITU) 가입, 1966년 8월 별정우편제도 창설, 1968년 4월 1일 우편물 매일·당일배달제실시, 1965년 12월 가입전신(TELEX)업무 실시, 1967년 마이크 로 웨이브 통신회로 개통, 1970년 금산 위성통신지구국 개통, 1970년 7월 1일 우편제도 실시, 1971년 3월 서울∼부산간 장거리자동전화(DDD) 개통, 1977년 제2위성통신지구국 개통 등으로 이어진 한국의 통신사업은 이상과 같이 1970년대 초에야 현대화의 기반을 구축하게 되었다. 1970년 대중에 계속된 통신망의 확대·현대화에 불구하고 경제·사회의 지속적인 성장추세는 통신사업의 후진성을 노정시켰으며 이에 따라 대규모의 설비투자와 기술혁신·개발, 통신사업에 관한 정책 및 계획수립·실적평가의 전문성 확립이 요청되었고 독립적인 통신사업경영 기능의 운용이 검토되기 시작했다. 1979년 서울과 미국·일본(도쿄·오사카)·홍콩간의 국제속달 우편제도가 설치되어 특히 무역분야에 커다란 영향을 끼쳤고 국제 우편환제도 개선 5개년계획이 실시되었으며 비적성공산국가 5개국과 항공 및 선편에 의한 소포우편물 교환업무가 시작되었다. 전신·전화부문에서도 전자교환방식의 도입이 가속화되었고 광섬유 전화케이블의 개발로 광섬유통신 시대가 개막되었으며 소련과의 국제전화선로가 개설되었다. 1980년대에는 1970년대 중 계속되어 온 전화적체현상을 해소하고 시설확장을 위한 재원확보를 위해 '통신시설확장에 관한 임시조치법'이 제정·공포되었고 동법에 따라 전신·전화공채가 발행되어 전화 신규가입자·승계·양수자는 의무적으로 인수하게 되었다. 1982년 1월1일 한국전기통신공사가 발족되어 체신부로부터 전기통신사업 경영·연구 및 실용화·시험 및 검사업무 등을 이관받아 업무에 들어갔으며 체신부는 우정사업과 전기통신의 기본정책, 유관산업의 육성, 안보통신, 공사의 지도감독 등 전기 통신 행정업무만을 관장하게 되었다. 1982년 4월 통신기술의 급격한 발달에 따라 도래하고 있는 정보통신시대의 개막에 대비해 컴퓨터와 전화의 기능을 결합, 신속·정확하게 정보를 교환·제공할 수 있는 데이터 통신업무를 전담할 한국데이터통신 주식회사가 한국전기통신공사와 민간기업의 공동출자로 설립, 데이터 통신시대의 개막을 알렸다.

## 전자통신
전자통신(Telecommunications)은 원거리에 있는 송신기와 수신기가 신호를 주고받는 행위를 말한다. 전자 통신 시스템의 성능은 송신기와 수신기 사이 매체의 채널 특성과 노이즈등에 의해 결정된다.

## 같이 보기
- 전기 통신